# Simson S70
Simson S70 – lekki motocykl, produkowany w Niemczech w latach 1983 – 1990 w niemieckiej fabryce VEB Fahrzeug- und Jagdwaffenwerk Ernst Thälmann Suhl, należącej do związku IFA. Dzisiaj trudno znaleźć taki model, jest on rzadko spotykany. Model S70 był produkowany w kilku wersjach, każda z silnikiem M741.
Jednostka napędowa jest zmodyfikowaną wersją czterobiegowego silnika M541, w której dokonano kilku zmian. Pojemność zwiększono do 69,9cm³ wprowadzając tłok o średnicy 45mm. Podwyższono stopień sprężania z 9,5 do 10,5 oraz nieznacznie wydłużono czasy otwarcia okien w cylindrze. Maksymalna moc silnika wzrosła z 2,7 kW (3,7 KM) do 4,1 kW (5,6 KM) przy 6000 obr./min a maksymalny moment obrotowy z 5,0 Nm do 6,7 Nm przy 5500 obr./min.
W celu zwiększenia prędkości maksymalnej do 75 km/h zmieniono przełożenie przekładni wstępnej pomiędzy silnikiem a skrzynią biegów z 1:2,95 na 1:3,25 oraz przełożenie przekładni łańcuchowej na 2,125 (16:34). Ponadto silniki różniły się wałem korbowym, grubością sprężyny sprzęgła oraz obudowami silnika (do silnika 50 cm³ nie można założyć cylindra 70cm³), zastosowano bezstykowy układ zapłonowy "Electronic".
Cechą szczególną pojazdu jest bardzo niskie zużycie paliwa, wynoszące średnio 2,6 l/100 km, które było niższe niż w konkurencyjnych motocyklach klasy 80 cm³. Simson S70 eksportowano również do krajów zachodnich pod oznaczeniem Simson S80 Super.

## Modele S70

### Simson S70 C (Comfort) (1983 – 1988, 20000 szt.)
Wersja produkowana od roku 1983, wyposażenie, jak w wersji S51 C, rama zapożyczona z wersji S51 E. Ukryto cewkę WN pod zbiornikiem paliwa. Seryjne wyposażenie S70 C obejmowało: obrotomierz, dwa lusterka wsteczne, wyprofilowanie siedzenie, amortyzatory tylne o skoku 90 mm z dwustopniową regulacją, stopkę boczną, sygnalizację "Stop" w przednim hamulcu oraz kontrolki świateł drogowych i kierunkowskazów. Zastosowano także opony o profilach: K35 i K36/1. Ponadto na czarno polakierowano bębny hamulcowe, pokrywy silnika oraz cylinder wraz z głowicą.

### Simson S70 E (Enduro) (1983 – 1988)
Wersja powstała w wyniku wyposażenia wersji S51 E w silnik o pojemności 70 cm³ z modelu S70C. Umożliwiało to eksploatację w trudniejszych warunkach terenowych. Prędkość maksymalna była identyczna jak w S70C – wynosiła 75km/h.

### Simson S70 E/2 (1985 – 1988)
Wersja "Enduro" produkowana od połowy 1985r, stanowiła udoskonaloną wersję S70 E. Polepszenie parametrów eksploatacyjnych w warunkach jazdy w terenie uzyskano dzięki min. zastosowaniu wykonanego z tworzywa sztucznego błotnika, przymocowanego na stałe w znacznej wysokości nad przednim kołem. Dla zapewnienia widelcowi teleskopowemu odpowiedniej sztywności, wprowadzono bardziej stabilne rozwiązanie górnej półki w postaci zacisków typu klema.
Łącznie wyprodukowano 12900 sztuk modeli S70 E oraz S70 E/2.

### Simson S70/1 C (1988 – 1990)
Jest to zmodyfikowana wersja S70 C. Podobnie jak w modelach S51/1 motocykl został wyposażony w zmodernizowaną instalację elektryczną 12V pochodzącą od modelu S51/1 C.

### Simson S70/1 E (1988 – 1990)
Wersja identyczna jak S70 E, lecz ze zmodernizowaną instalacją elektryczną z modelu S70/1 C

### Simson S70/1 E/2 (1988 – 1990)
Wersja identyczna jak S70 E/2, lecz ze zmodernizowaną instalacją elektryczną z modelu S70/1 C

## Szczegółowe dane techniczne
- Silnik spalinowy – dwusuwowy, jednocylindrowy typ M741KF
- Moc – 5,7 KM (4,1 kW) przy 6000 obr/min
- Zużycie paliwa – 2,5 – 2,8 l/100km – jazda ekonomiczna, 3,2 l/100km – przy prędkości maksymalnej 75km/h.
- Prędkość maksymalna – 75 km/h
- Średnica cylindra 45 mm
- Skok tłoka 44,0 mm
- Stopień sprężania 10,5:1
- Instalacja elekt. 6/12 V
- Przeniesienie napędu – łańcuch
- Skok zawieszenia – przód/tył 130/90
- Rozstaw osi – 1250mm
- Hamulce – bębnowe
- Masa – 84 kg